# Batalla del Cap Finisterre (1805)
La batalla del Cap de Finisterre va tenir lloc el 22-23 de juliol de 1805, en el marc de les guerres de la Tercera Coalició durant les Guerres Napoleòniques. L'enfrontament naval va succeir prop del cap Finisterre, en la costa nord d'Espanya. Van participar en el combat, per una banda, una flota de l'Armada Reial Anglesa comandada pel vicealmirall Robert Calder, i per una altra, una flota francoespanyola al comandament de l'almirall Pierre Charles Silvestre de Villeneuve.
Aquesta acció, si bé no va tenir un resultat concloent, va impedir a la flota francesa l'accés al Canal de la Mànega per escortar el pas de la Gran Armée, l'exèrcit de Napoleó destinat a envair Anglaterra.

## Rerefons estratègic
La fràgil Pau d'Amiens de 1802 finalitzà quan Napoleó va envair l'Estat italià del Piemont, per la qual cosa el 18 de maig de 1803, Gran Bretanya estava de nou en guerra amb França.
Napoleó va planejar envair i conquistar Anglaterra per posar fi al bloqueig naval britànic. En 1805, l'exèrcit destinat a la invasió era de 150.000 homes, i es trobaven acampats en Boulogne. Si aquest exèrcit travessava el Canal, era gairebé segura la seva victòria sobre unes forces angleses pobrament equipades i entrenades. El pla consistia a què la flota escapés del bloqueig britànic de Toló i Brest, i es dirigís a les Índies Occidentals per amenaçar els interessos britànics en les colònies. Les flotes combinades es reunirien a l'illa Martinica i retornarien amb rapidesa a Europa, desembarcant tropes a Irlanda per promoure la rebel·lió, vèncer les febles patrulles angleses del Canal i ajudar el transport de l'Armée a través de l'estret de Dover.
Villeneuve va sortir de Toló el 29 de març de 1805 amb onze navilis de línia, sis fragates i dues bergantines, fugint el 8 d'abril de l'almirall Horaci Nelson, que bloquejava l'estret de Gibraltar. En arribar a Cadis evitant el bloqueig anglès, es va unir amb sis navilis de línia espanyols. Finalment, l'esquadra combinada va navegar fins a les Índies Occidentals, arribant a Martinica el 12 de maig.
Villeneuve va esperar a Martinica a la flota de l'almirall Ganteaume, procedent de Brest, per unir-se a ella, però aquesta va romandre en port bloquejada pels anglesos i no va aparèixer. Villeneuve no va atendre les peticions dels oficials de l'exèrcit francès d'atacar les colònies britàniques, a excepció de la reconquesta del fortí de l'illa Roca del Diamant, i va romandre a Martinica fins al 4 de juny. El 7 de juny, van saber per un mercant anglès capturat que Nelson havia arribat a Antiga, i l'11 de juny Villeneuve va salpar cap a Europa, havent fracassat en tots els objectius perseguits en aquesta expedició al Carib. Arribà al cap de Finisterre el 9 de juliol, però vents del nord-est li van impedir entrar en el golf de Biscaia fins al 22 de juliol.

## Batalla
Les notícies sobre la tornada de la flota francoespanyola van arribar al vicealmirall Calder el 19 de juliol. Calder tenia ordres d'aixecar el bloqueig dels ports de Rochefort i Ferrol, i navegar cap a aigües de Finisterre per a interceptar Villeneuve. Finalment, les flotes es trobaren al voltant de les 11 hores del 22 de juliol de 1805.
Calder disposava de quinze navilis de línia: Príncep de Gal·les, Glòria, Barfleur, Windsor, Malta, Thunderer, Heroi, Repulse, Defiance, Ajax, Warrior, Drac, Triomf, Agamenó i Raisonnable, dues fragates: Egípcia i Síria, així com dos embarcacions menors.
Villeneuve tenia vint navilis de línia: Argonauta, Terrible, Amèrica, Espanya, Sant Rafael, Ferm, Plutó, Mont Blanc, Atles, Berwick, Neptú, Bucentaure, Formidable, Intrèpid, Escipió, Swiftsure, Indomptable, Aigle, Achille i Algecires, així com set fragates i dues bergantines.
Després de moltes hores de maniobres amb rumb sud-oest, l'acció bèl·lica començà a les 17:15 quan el navili anglès Heroi, a l'avantguarda, es va acostar a la línia de combat francoespanyola. Amb escassa visibilitat, la batalla es va convertir ràpidament en una confusa brega. Cap a les 20 hores, el Ferm i el Sant Rafael es van rendir. Calder va fer senyals per detenir el combat a les 20:25 i continuar la lluita l'endemà. Amb poca llum i una confusió general, algunes naus varen continuar disparant durant una altra hora més.
En trencar el matí del 23 de juliol, les esquadres es trobaven separades uns 27 km. Calder estava poc disposat a un nou atac sobre forces molt superiors, i a més havia de protegir les embarcacions Windsor i Malta, danyades en el combat. Havia de considerar també la possibilitat que les flotes anteriorment bloquejades a Rochefort i Ferrol poguessin unir-se a la flota combinada de Villeneuve; per tot això, va defugir un nou combat i va prendre rumb nord amb les seves captures.
Els informes de Villeneuve asseguren que intentà atacar de bell nou l'esquadra anglesa, però les suaus brises d'aquell dia li van impedir acostar-s'hi, per la qual cosa va decidir no arriscar-se a un combat cap a les darreres hores del dia 23. El 24 de juliol, un canvi del vent va posar la flota francoespanyola en disposició d'efectuar un atac des de sobrevent, posició òptima per al combat, però Villeneuve va decidir de nou no atacar. En lloc d'això, virà amb rumb sud.
En arribar al port de la Corunya l'1 d'agost, va rebre ordres de Napoleó de dirigir-se immediatament als ports de Brest i Boulogne, però en lloc de fer-ho, i creient alguns informes falsos sobre la superioritat numèrica de la flota anglesa al golf de Biscaia, tornà a Cadis, arribant a port el 21 d'agost.

## Conseqüències
La batalla va ser una seriosa derrota per a la flota combinada: quinze vaixells anglesos s'havien enfrontat a vint naus francoespanyoles, i havien capturat dos dels navilis espanyols. Les pèrdues britàniques van ser de 39 oficials i mariners morts i 159 ferits. Les baixes aliades van ser de 476 oficials i mariners ferits o morts. Més encara, Villeneuve havia fracassat en els seus objectius: no havia desembarcat tropes a Irlanda, i l'exèrcit invasor de Napoleó esperava debades a Boulogne un transport i una escorta que mai arribarien.
Ni l'opinió pública ni la marina anglesa van aconseguir veure el context generat per aquesta batalla. Calder fou destituït del comandament, jutjat en consell de guerra i sentenciat a un sever càstig per haver defugit el combat els dies 23 i 24 de juliol. Mai més va dirigir una flota anglesa.

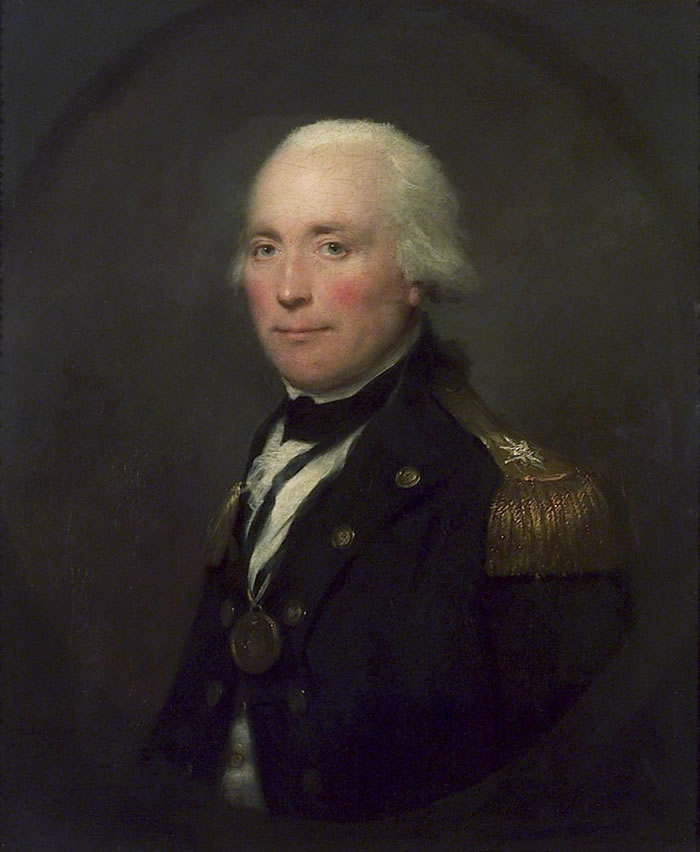
Retrat de Robert Calder, per Lemuel Francis Abbott, 1797

Napoleó es va veure forçat a abandonar els seus plans d'envair Anglaterra. En el seu lloc, la Gran Armée va deixar Boulogne el 27 d'agost de 1805 per a dedicar-se a les campanyes austríaca i russa.
Villeneuve i la flota combinada van romandre a Cadis fins que finalment es van encaminar cap a la seva destrucció en la batalla de Trafalgar, el 21 d'octubre de 1805.